# Воркута (поезд)
«Воркута́» — скорый фирменный поезд № 41/42, курсирующий по маршруту Воркута — Москва — Воркута.

## История
Скорый поезд № 41/42 по маршруту Москва — Воркута впервые отправился в 1974 году.
В начале 2014 года, через 40 лет после запуска, по инициативе губернатора республики Коми Вячеслава Гайзера было принято решение сделать этот поезд фирменным. К этому присоединились ОАО РЖД и компания Северсталь. К лету поезд был доведён до уровня фирменного и с 12 июня получил этот статус. Прибытие первого поезда, имеющего статус фирменного в Воркуту стало большим торжеством в городе. Прицепные вагоны Москва — Усинск при этом остались нефирменными.
В отличие от многих фирменных поездов, у поезда «Воркута» никогда не было фирменной ливреи.

## Характеристика поезда
- Поезд № 41/42 фирменный «Воркута» круглогодичный, ежедневный.
- Нумерация вагонов в пути следования: указана при следовании из Москвы с «головы» поезда, при следовании из Воркуты с «хвоста» поезда.
- Максимально допустимая длина поезда по участкам следования (вагоны 25,5 м):
  - по Московской железной дороге — 17 вагонов;
  - по Северной железной дороге — 18 вагонов.
- Установленная схема поезда по участкам следования (состав сформирован из вагонов длиной 25,5 м): 
  - от Москвы-Пассажирской-Ярославской до Печоры — 17 вагонов;
  - от Печоры до Воркуты — 14 вагонов.
- Станции изменения направления движения поезда: Котлас-Узловой, Котлас-Южный.
- Станции смены локомотивов: Данилов, Коноша I, Котлас-Южный.
- Станции смены локомотивных бригад без смены локомотива: Сосногорск, Печора, Инта I.
- Станции снабжения поезда водой: Москва-Пассажирская-Ярославская, Вологда I, Котлас-Южный, Сосногорск, Воркута.
- Станции снабжения поезда топливом: Москва-Пассажирская-Ярославская, Котлас-Южный, Воркута.
- Станции обслуживания ЭЧТК: Москва-Пассажирская-Ярославская, Котлас-Узловой (по заявке).
- Станции сбора твердых бытовых отходов (ТБО) и шлака: Москва-Пассажирская-Ярославская, Коноша I, Котлас-Узловой, Сосногорск, Воркута.
- Выделяются места: 
  - в вагоне № 5 места с 1 по 32 для пассажиров, с 33 по 36 для хранения постельных принадлежностей и размещения старшего проводника;
  - в вагоне № 8 места с 1 по 8 для проводников и хранения постельных принадлежностей, ЛНП и ПЭМ, места с 9 по 12 для отдыха работников вагона-ресторана, места с 13 по 16 для сотрудников полиции, места с 17 по 20 для пассажиров, с 21 по 24 для перевозки багажа, места 29, 30 для инвалидов с коляской;
  - во всех купейных вагонах (кроме вагона № 8) места с 1 по 36 для пассажиров, места 37, 38 для проводников и хранения постельных принадлежностей;
  - во всех плацкартных вагонах места с 1 по 53 для пассажиров, места 53, 54 для хранения постельных принадлежностей.
- Переменный трафарет: 
  - в вагоне № 7 места 1 по 4 по станции Ухта круглогодично в одном направлении при следовании Москвы;
  - в вагоне № 7 места с 21 по 24 по станции Ярославль-Главный круглогодично в одном направлении при следовании Москвы;
  - в вагоне № 14 места с 1 по 4 по станции Котлас-Южный круглогодично в одном направлении при следовании Москвы.
- Вагоны повышенной комфортности: 
  - вагон № 7 — с признаком «женское купе»;
  - вагон № 10 — экономкласса.
- Беспересадочные вагоны:
  - Беспересадочные вагоны №№ 13, 14, 15, 16, 17 сообщением Москва — Усинск курсируют круглогодично ежедневно; отправлением из Москвы в «хвосте» поезда № 42 Москва — Воркута, с переприцепкой по станции Печора в «голову» поезда № 692 Печора — Усинск; из Усинска отправляется в «голове» поезда № 305 Усинск — Сыктывкар с переприцепкой по станции Печора в «хвост» поезда № 41 Воркута — Москва.
- Прицепные вагоны: нет.
- Прочие вагоны: нет.
- Факультативные вагоны №№ 2, 9, 10, 11, 14, 15 включаются при увеличении пассажиропотока и исключаются при его уменьшении с объявлением об исключении не менее чем за 5 дней до отправления поезда.
- Станции пограничного и таможенного контроля: нет.

## Схема состава поезда
| П/п № вагона | Тип вагона | Пункты обращения вагона                       | Число мест | Владелец и приписка вагона |
| ------------ | ---------- | --------------------------------------------- | ---------- | -------------------------- |
| 80           | ВСТ        | Воркута — Коноша                              | —          | ДИЦДМ СЕВ.                 |
| 1            | ПЛ         | Москва — Воркута                              | 52/2       | АО «ФПК»                   |
| 2ф           | ПЛ         | Москва — Воркута                              | 52/2       | АО «ФПК»                   |
| 3            | ПЛ         | Москва — Воркута                              | 52/2       | ЗАО «ТКС»                  |
| 4            | ПЛ         | Москва — Воркута                              | 52/2       | ЗАО «ТКС»                  |
| 5            | К          | Москва — Воркута                              | 32/6       | ЗАО «ТКС»                  |
| 6            | К          | Москва — Воркута                              | 36/2       | ЗАО «ТКС»                  |
| 7            | К          | Москва — Воркута                              | 36/2       | ЗАО «ТКС»                  |
| 41           | ВР         | Москва — Воркута                              | —          | АО «ФПК»                   |
| 8            | КРИ        | Москва — Воркута                              | 6/20       | АО «ФПК»                   |
| 9ф           | К          | Москва — Воркута                              | 36/2       | АО «ФПК»                   |
| 10ф          | К          | Москва — Воркута                              | 36/2       | АО «ФПК»                   |
| 11ф          | К          | Москва — Воркута                              | 36/2       | АО «ФПК»                   |
| 13           | ПЛ         | Москва — Усинск                               | 52/2       | АО «ФПК»                   |
| 14ф          | К          | Москва — Усинск                               | 36/2       | АО «ФПК»                   |
| 15ф          | К          | Москва — Усинск                               | 36/2       | АО «ФПК»                   |
| 16           | ПЛ         | Москва — Усинск                               | 52/2       | АО «ФПК»                   |
| 17           | ПЛ         | Москва — Усинск                               | 52/2       | АО «ФПК»                   |
| 72           | Б          | Вологда — Усинск — Печора — Вологда           | —          | СОБСТВ.                    |
| 73           | Б          | Вологда — Усинск — Печора — Вологда           | —          | СОБСТВ.                    |
| 74           | Б          | Санкт-Петербург — Печора — Санкт-Петербург    | —          | СОБСТВ.                    |
| 75           | Б          | Сосногорск — Печора — Лабытнанги — Сосногорск | —          | СОБСТВ.                    |
| 76           | Б          | Ярославль — Печора — Усинск                   | —          | СОБСТВ.                    |
| 77           | Б          | Сосногорск — Печора — Усинск — Сосногорск     | —          | СОБСТВ.                    |
| 78           | Б          | Сосногорск — Печора — Усинск — Сосногорск     | —          | СОБСТВ.                    |
| 79           | Б          | Санкт-Петербург — Усинск — Санкт-Петербург    | —          | СОБСТВ.                    |

- В обороте четыре состава ЛВЧД-7 «Москва-3» Московского филиала ФПК на ЭПТ и КО.

## Условные обозначения
- Б — багажный вагон
- ВР — вагон-ресторан
- ВСТ — служебно-технический вагон
- К — купейный вагон
- КРИ — купейный вагон с радиоузлом, с местами для инвалидов
- ПЛ — плацкартный вагон
- ф — факультативный вагон
- * — техническая остановка без права посадки и высадки пассажиров